# 香川県立ミュージアム
香川県立ミュージアム（かがわけんりつミュージアム）は、香川県高松市玉藻町にある人文科学系博物館。主に歴史と美術の展示を行っている。分館として香川県文化会館と瀬戸内海歴史民俗資料館の2館を有している。

## 歴史

### 香川県歴史博物館
1999年（平成11年）11月、香川県歴史博物館として開館した。

### 香川県立ミュージアム
2008年（平成20年）4月に香川県立の博物館の再編が行われ、香川県立ミュージアムに改称した。香川県立文化会館および瀬戸内海歴史民俗資料館の2館が統合され当館の分館との位置づけとなるとともに、香川県立文化会館の美術部門が当館に移された。2009年（平成21年）4月には文化会館内に香川県漆芸研究所が移転している。

## 特色
高松市街地北部の高松港に近い歴史・文化ゾーンのフェリー通り沿いにあり、西側に高松城（玉藻公園）、北側に香川県県民ホール（レクザムホール）が隣接している。
歴史博物館と美術館の機能を併せ持つ複合博物館として、香川県の歴史・民俗・美術に関する調査、研究、展示、講演会、体験学習会などを行っている。

## 施設
- 地下2階 - 駐車場

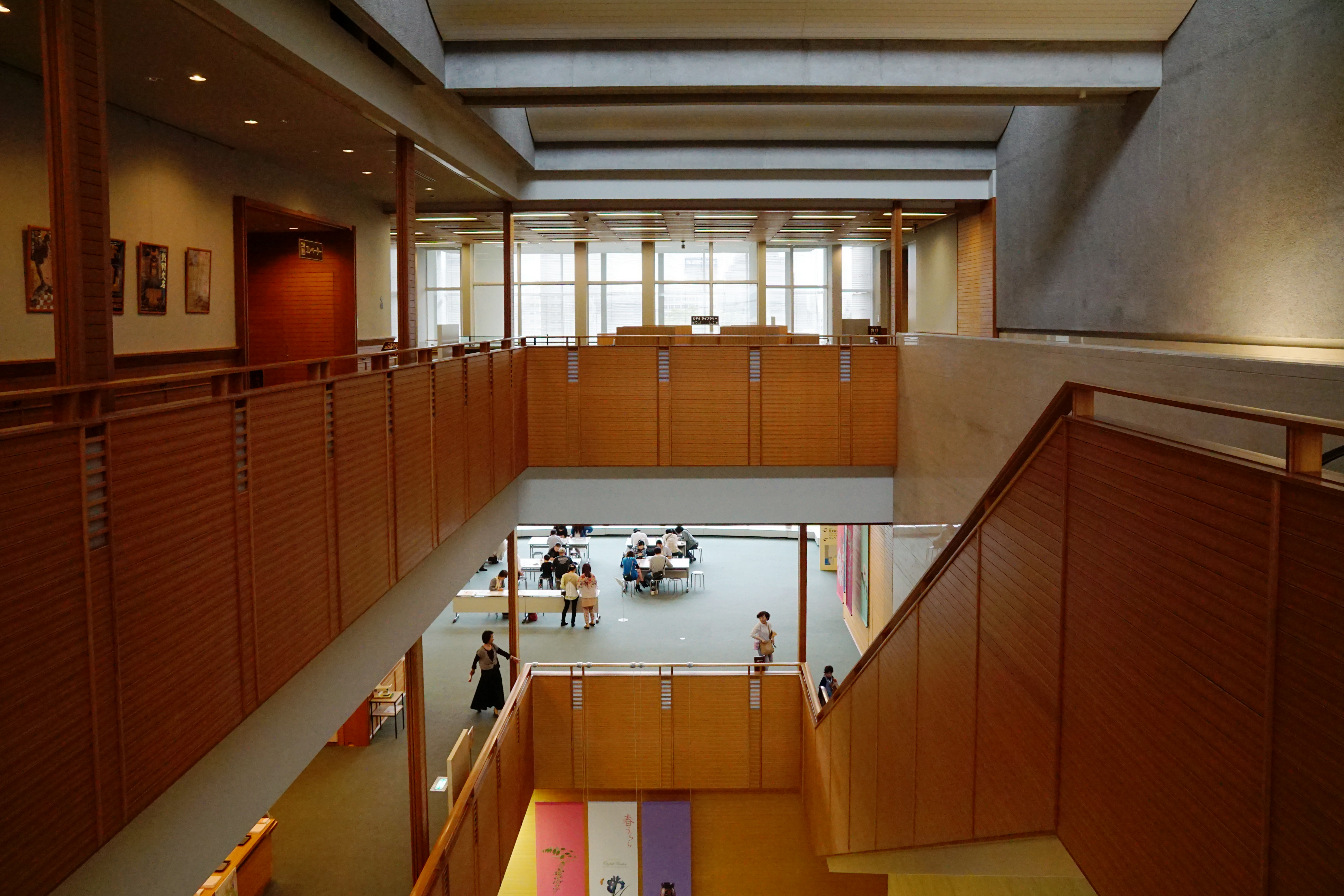
館内

- 地下1階 - 講堂、研修室、工作室、実習室、ボランティア室
- 1階 - 総合案内、図書コーナー、喫茶店、ミュージアムショップ、体験学習室、イサム・ノグチコーナー
- 2階 - 香川県の歴史・民俗に関する展示や美術品の展示が行われる
  - 常設展示室1
  - 常設展示室2
  - 常設展示室3
  - 常設展示室4
  - 常設展示室5
  - 特別展示室 - 大規模な企画展示会が開催される。
- 3階
  - 歴史展示室 - かがわ今昔（常設展示）古代から現代までの香川県の歴史を展示。香川用水に関する展示。
  - ビデオコーナー - 歴史・民俗芸能資料の閲覧

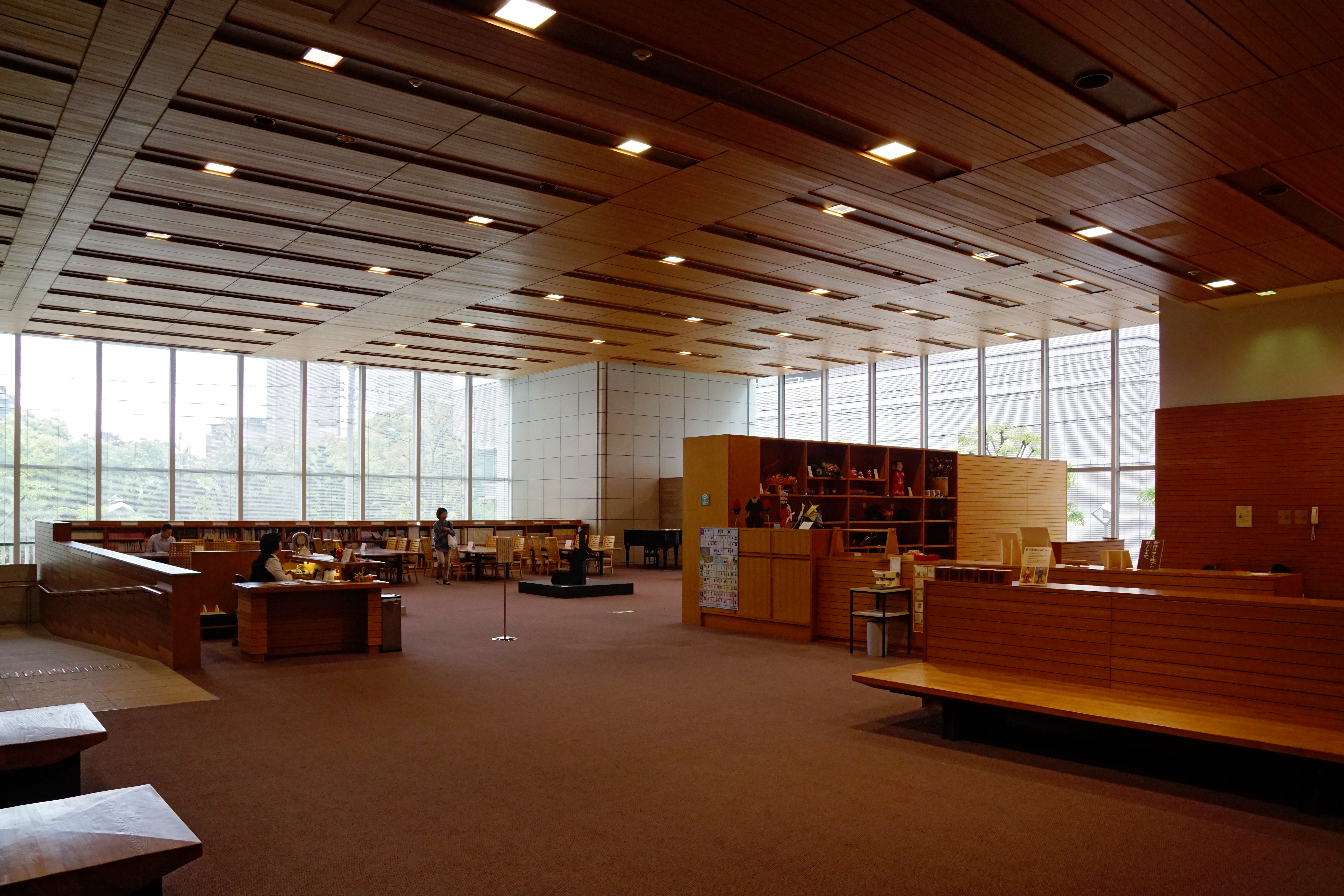
図書コーナー

## 主な所蔵文化財

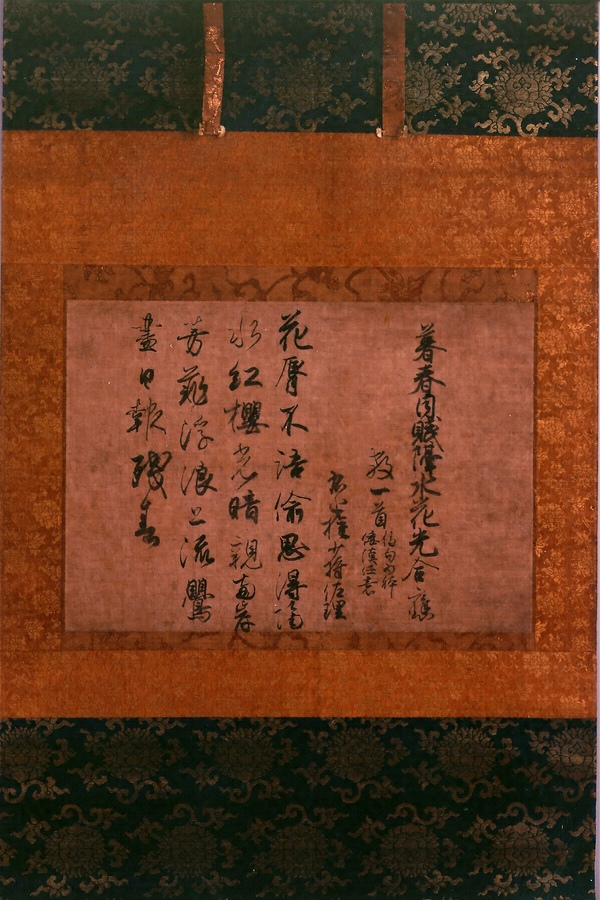
「藤原佐理筆詩懐紙」（国宝）

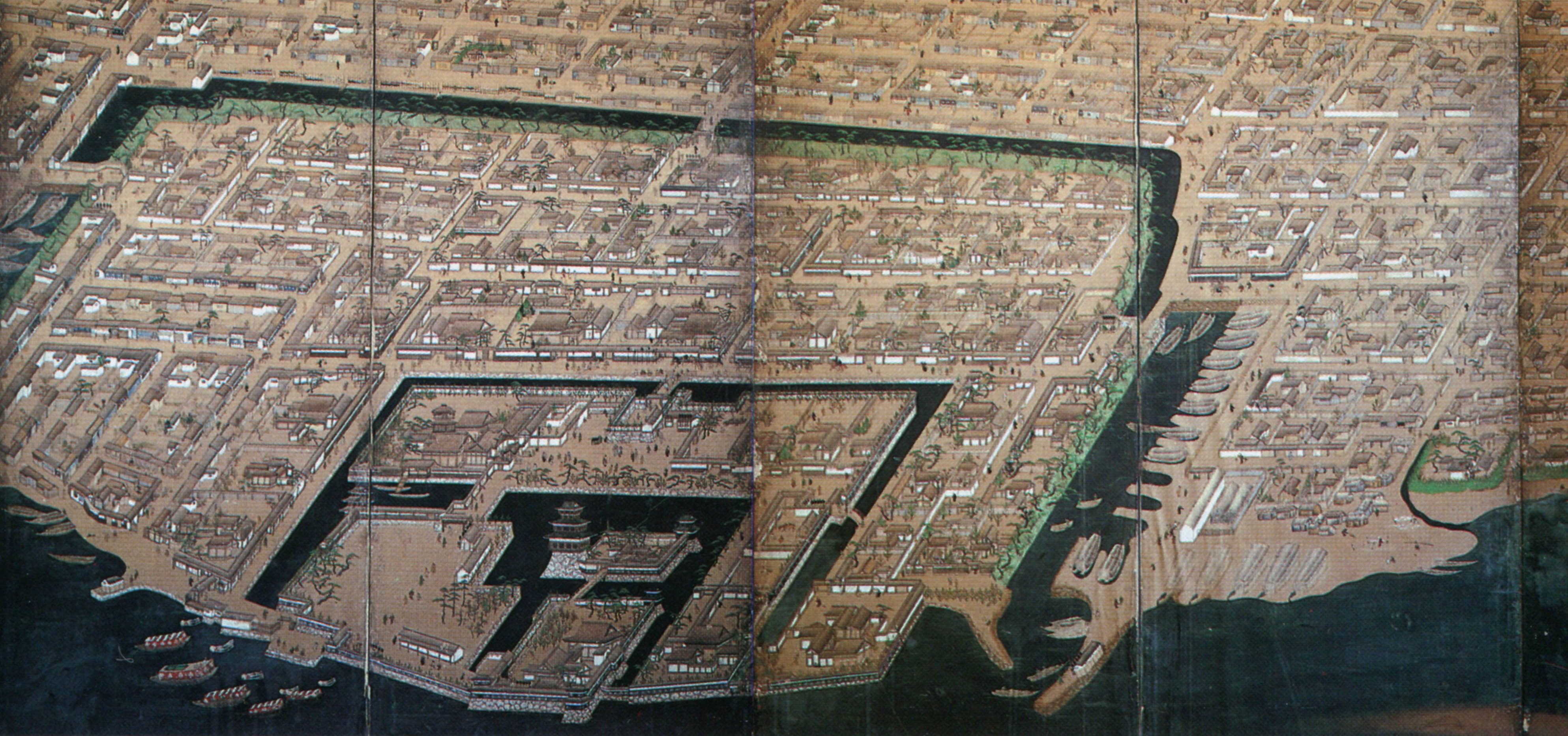
高松城下図屏風 (高松城および城下町絵屏風）（香川県指定文化財）

### 国宝
- 藤原佐理筆詩懐紙

### 重要文化財
- 太刀 銘元重
- 月江正印墨蹟 印可状（泰定戊辰仲春）
- 清拙正澄墨蹟 平心字号（嘉暦戊辰之秋）
- 花園天皇宸翰消息（十二月二日）
- 光厳天皇宸翰奉納心経 3巻 各巻に延元元年三月の奥書あり
- 法華経 8巻 各巻見返に絵あり

### 重要美術品
- 著到懐紙（叢蛍、八日）中に後柏原天皇宸翰あり[2]
- 後陽成天皇宸翰消息（三級宛）
- 後水尾天皇宸翰女房奉書（青山前中納言宛）・後水尾天皇加筆（松平頼重筆龍雲山居偈）
- 後水尾天皇宸翰古歌色紙（荒玉の）
- 後西天皇宸翰懐紙（詠新樹妨月和歌）
- 霊元天皇宸翰古歌懐紙（みやまちや）
- 東山天皇宸翰懐紙（詠鶴有遐和歌）
- 後西天皇宸翰懐紙
- 瑜伽師地論 巻六十一 天平十六年奥書

### 香川県指定文化財
- 高松城下図屏風 (高松城および城下町絵屏風)

## 分館
- 瀬戸内海歴史民俗資料館 - 瀬戸内海に関する歴史・文化の紹介をしている。
- 香川県文化会館 - 香川県庁に近くの番町1丁目にあり、ギャラリー、茶室などを有する。
- 香川県漆芸研究所 - 香川漆器の伝承と後継者の育成を目的とした施設。1954年11月に発足し、高松工芸高校の敷地内にあったが、2009年4月に文化会館内に移転した[3]。建物内にホールと実習室等を有する。

## 利用案内
- 開館時間
  - 9：00～17：00（入館は16：30まで）
- 休館日
  - 月曜日（月曜日が休日の場合は原則としてその翌日）、年末年始
- 観覧料
  - 常設展と特別展により異なる。玉藻公園との相互割引がある。
- 交通アクセス
  - 高松琴平電気鉄道片原町駅から北へ500m
  - 高松琴平電気鉄道高松築港駅から東へ800m
  - JR四国高松駅から東へ900m